# Linn Kazmaier
Linn Kazmaier (* 5. November 2006 in Nürtingen) ist deutsche Para-Ski-nordisch-Sportlerin, die in den Disziplinen Para-Langlauf und Para-Biathlon antritt.

## Leben
Linn Kazmaier wuchs in Oberlenningen auf. Ihr Verein ist die Skizunft Römerstein. Durch ein Augenzittern (Nystagmus) ist sie sehbeeinträchtigt und verfügt über eine Sehkraft von vier Prozent. Daher tritt sie bei Wettbewerben mit der Behinderung Sehbehinderung in der Startklasse B3 an.

## Karriere
Linn Kazmaier nahm an den Winter-Paralympics 2022 in China teil. Dabei erreichte sie beim Para-Biathlon über 6 Kilometer den zweiten Platz. Durch diese Silbermedaille ist sie mit 15 Jahren und 4 Monaten die jüngste deutsche Medaillengewinnerin bei Winterspielen. Beim Skilanglauf über 15 km Freistil, der zwei Tage später stattfand, konnte sie ebenfalls die Silbermedaille gewinnen. Weitere zwei Tage später gewann sie im Skilanglauf beim Sprint über 1,5 km die Bronzemedaille und zum Abschluss der Biathlonwettbewerbe über 12 Kilometer erneut Silber. Aufgrund ihrer Sehbehinderung wurde sie durch Florian Baumann als Begleitläufer unterstützt. Zum Abschluss der Einzel-Langlaufwettbewerbe gewann sie die Goldmedaille über 10 Kilometer.
Bei den Weltmeisterschaften 2023 in Östersund errang sie zusammen mit Florian Baumann vier Goldmedaillen und zwei Silbermedaillen. In der Saison 2022/2023 gewann Linn Kazmaier sowohl den Gesamtweltcup im Para-Biathlon als auch im Langlauf. Vom 6. bis 10. März 2024 fand in Prince George (Kanada) die Para-Biathlon-Weltmeisterschaft 2024 statt. Linn Kazmaier und Florian Baumann gewannen drei Goldmedaillen im Sprint, im Einzelwettbewerb und im Verfolgungsrennen. Im Team-Sprint gewannen sie Silber.
Sowohl in der Saison 2022/2023 als auch in der Saison 2023/24 gewann Linn Kazmaier zusammen mit Florian Baumann sowohl den Gesamtweltcup im Para-Biathlon als auch im Para-Langlauf.

## Auszeichnungen
- 2022: Silbernes Lorbeerblatt[10]
- 2022: Nachwuchs-Para-Sportlerin des Jahres
- 2022: Eliteschülerin des Sports[11]